# Peugeot Typ 19

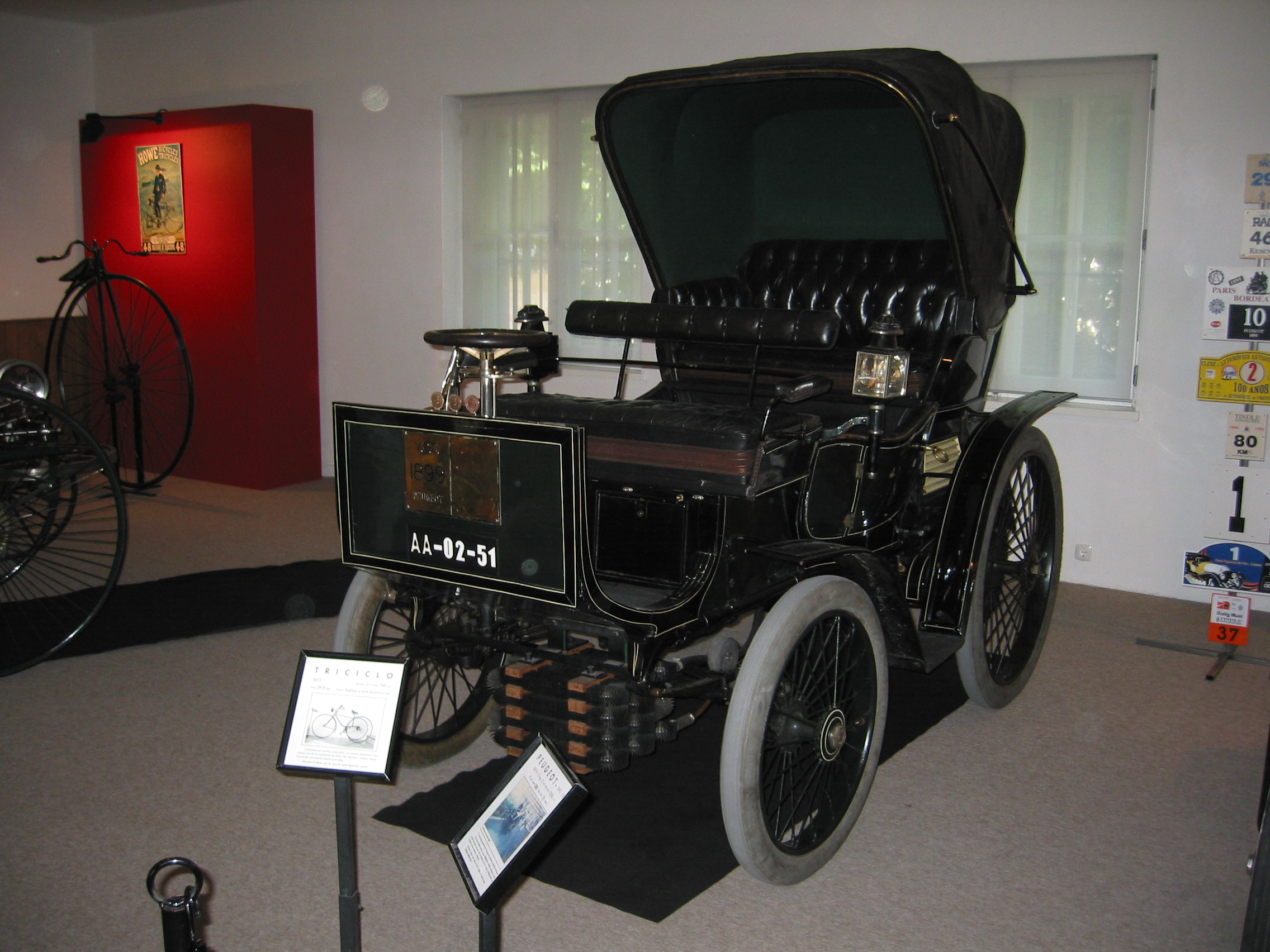
Peugeot Typ 19 von 1899

Der Peugeot Typ 19 ist ein frühes Automodell des französischen Automobilherstellers Peugeot, von dem von 1897 bis 1902 im Werk Audincourt 75 Exemplare produziert wurden.
Die Fahrzeuge besaßen einen Zweizylinder-Viertaktmotor eigener Fertigung, der im Heck liegend angeordnet war und über Kette die Hinterräder antrieb. Der Motor leistete zwischen 5 und 8 PS.
Bei einem Radstand von 165 cm betrug die Fahrzeuglänge 260 cm und die Fahrzeughöhe 190 cm. Die Karosserieform Victoria bot Platz für vier Personen, mit Notsitz für fünf Personen.